# Osmia aquila
Osmia aquila är en biart som beskrevs av Warncke 1988. Osmia aquila ingår i släktet murarbin, och familjen buksamlarbin. Inga underarter finns listade i Catalogue of Life.